# Důstojník Rimmer
Důstojník Rimmer (v anglickém originále Officer Rimmer) je čtvrtý díl jedenácté řady (a celkově šedesátý pátý) britského sci-fi sitcomu Červený trpaslík. Poprvé byla odvysílána 13. října 2016 na britském televizním kanálu Dave.

## Námět
Rimmer je konečně povýšen na důstojníka. Zároveň dostane přístup k biotiskárně, jenže ji nejprve zneužije k výrobě svých klonů a následně omylem vytvoří monstrum, které se ho pokusí zabít.

## Děj
Kosmik zachytí na druhém konci asteroidového pole vyspělou průzkumnickou loď Nautilus, která má vážně problémy. Blíží se k ní silná bouře, motory vyhořely a na palubě je náklad verenia, který by při explozi zničil plavidlo i širokou oblast v okolí, tedy i Kosmika. Nautilus je vybaven biotiskárnou, zařízením, které je schopné v případě problému vytisknout jakéhokoliv člena posádky. Tiskárna tedy vytiskne kapitána Harringa, jenže kvůli závadě na zařízení má kapitán obličej vytisknutý na vrcholu hlavy, takže špatně vidí. Využít tiskárnu k výrobě posádky tedy nelze, Kosmik se k Nautilu kvůli bouři také nedostane a tak se loď Rimmer rozhodne zlikvidovat vypálením torpéda. Torpédo ovšem trefí Nautilus tak šťastně, že mu utrhne křídlo a tím ho odkloní od bouře. Kapitán Harring je ohromen genialitou Rimmerova činu a okamžitě ho povýší na důstojníka.
Zpátky na Červeném trpaslíkovi přivítá posádka kapitána Harringa, který Rimmera povýší na nadporučíka a když se dozví, že Nautilus je v pořádku, rozloží se na původní materiál. Podle Krytona má vytisknutá osoba životnost tak dlouhou, dokud trvá úkol, který má splnit, po jeho dokončení se rozloží. To ovšem znamená, že ve vesmíru není nikdo, kdo by Rimmera degradoval zpátky a hologram toho začne zneužívat. Vytvoří speciální chodby a výtahy pouze pro důstojníky, donutí robíky postavit důstojnický klub, neustále komanduje Listera a Krytona donutí, aby zprovoznil biotiskárnu. Chce totiž vytisknout další níže postavené osoby, kterým by mohl poroučet. Mezitím ovšem Lister objeví svůj genom v databázi Nautila, protože ho v mládí prodal za pár šupů. Lister (s pomocí Krytona) tedy pro jistotu celou databázi smaže, a tak Rimmer vytvoří posádku z jediného genomu, který má k dispozici, tedy ze svého.
Červený trpaslík se začne hemžit Rimmery a Lister s Kocourem se to snaží zastavit, jenže nemohou najít biotiskárnu. Nakonec vniknou i do důstojnického klubu, což hlavního Rimmera rozzuří a donutí Krytona, aby v biotiskárně vytvořil větší a silnější verze jeho sama. Netrpělivý Rimmer se pokusí celý proces urychlit, ale „povede“ se mu jenom tiskárnu zaseknout. Všechna těla v ní se spojí dohromady a vznikne obrovská nestvůra složená z mnoha různých Rimmerových částí. Následně unikne do důstojnických chodeb a začne likvidovat všechny Rimmery, na které narazí. Původní Rimmer, který zbyl jako poslední, chce utéct do prostor pro lůzu, jenže to mu Lister dovolí pouze pod podmínkou, že rezignuje na funkci důstojníka a opět se stane druhým technikem. Rimmer nemá na výběr a rezignuje.
Kryton ostatním vysvětlí, že se v biotiskárně nespojili pouze fyzické části Rimmera, ale také všechny jeho chyby a negativní vlastnosti. Rimmer je tedy využit jako návnada, a Kocour, Lister a Kryton rozstřílí monstrum svými bazukoidy.  